# Distribució de Taleb
En economia i finances, una distribució de Taleb és el perfil estadístic d'una inversió que normalment proporciona un benefici de petits rendiments positius, alhora que comporta un petit però important risc de pèrdues catastròfiques. El terme va ser encunyat pel periodista Martin Wolf i l'economista John Kay per descriure les inversions amb una "alta probabilitat d'un guany modest i una baixa probabilitat de grans pèrdues en qualsevol període".
El concepte porta el nom de Nassim Nicholas Taleb, basat en les idees descrites al seu llibre Fooled by Randomness.
Segons Taleb a Silent Risk, el terme s'hauria d'anomenar "pagament" per reflectir la importància de la funció de pagament de la distribució de probabilitat subjacent, en lloc de la distribució en si. El terme vol referir-se a un perfil de rendibilitat de la inversió en el qual hi ha una alta probabilitat d'un petit guany i una petita probabilitat d'una pèrdua molt gran, que supera amb escreix els guanys. En aquestes situacions el valor esperat és molt inferior a zero, però aquest fet queda camuflat per l'aparició de baix risc i rendiments constants. Es tracta d'una combinació de risc de curtosi i risc de sessió: els rendiments generals estan dominats per esdeveniments extrems (kurtosi), que són a la baixa (sess). Aquest tipus de distribucions s'han estudiat en sèries temporals econòmiques relacionades amb els cicles econòmics.
Una discussió més detallada i formal de les apostes sobre petits esdeveniments de probabilitat es troba a l'assaig acadèmic de Taleb, anomenat "Per què va passar la crisi del 2008?" i en el document de 2004 al Journal of Behavioral Finance anomenat "Per què preferim els pagaments asimètrics?" en el qual escriu "els agents que arrisquen el capital d'altres persones tindrien l'incentiu de camuflar les propietats mostrant uns ingressos constants. Intuïtivament, els fons de cobertura es paguen anualment mentre que els desastres ocorren cada quatre o cinc anys, per exemple. El gestor del fons no retorna la seva quota d'incentiu."